# Жаркова Роксолана
Роксолана Жаркова (англ. Roksolana Zharkova; нар. 29 жовтня 1989, Львівщина) — українська письменниця, есеїстка, літературознавиця, дослідниця жіночого письма. Учасниця, фіналістка та переможниця багатьох всеукраїнських та міжнародних літературно-мистецьких конкурсів. Лауреатка кількох літературних премій. Учасниця творчих та дослідницьких проєктів у Польщі, Словаччині, Латвії та Швеції. Тексти Жаркової перекладено польською, словацькою, хорватською, французькою, англійською, латиською. 

## Життєпис
Випускниця філологічного факультету (2011), аспірантка кафедри теорії літератури та порівняльного літературознавства (2011—2014 рр.) Львівського національного університету імені Івана Франка. У 2014 році захистила кандидатську дисертацію. Викладала у Львівському національному університеті імені Івана Франка. 
Займається культурними студіями, літературною творчістю та літературною освітою, проєктною діяльністю. Членкиня журі кількох літературних конкурсів, зокрема, Всеукраїнського конкурсу рукописів прози на кращу книгу року «Крилатий Лев» та Всеукраїнського літературного конкурсу малої прози імені Івана Чендея (див. Літературна премія імені Івана Чендея) 

## Художня творчість
«СлухаТИ — море: просто собі вір[ші]» (Львів, 2015)
«Руками-словами» (Львів, 2017) (вірші)
«Всі мої птахи» (Львів, 2019) (вірші) 
«Він пахне тобою» (Львів, 2017) (збірка новел і напівновел)
Дебютна повість Р. Жаркової «Нуль цілих, нуль десятих» («Український пріоритет», 2021)    перемогла у V Всеукраїнському літературному конкурсі імені Григора Тютюнника, увійшла у перелік найкращих книжок, виданих в Україні у 2021 році (за версією Українського ПЕН-клубу). Авторка презентувала книжку в Україні і Польщі. 
У 2023 році надруковано збірку оповідань, новел й образків «Біжи, Еврідіко!» («Дискурсус») , яку письменниця присвятила проблемі зовнішніх і внутрішніх міграцій  . Книжка була презентована в українських (Львів, Івано-Франківськ, Чернівці, Ужгород, Тернопіль, Хмельницький) та польських містах (Краків, Варшава, Лодзь, Ґданськ, Вроцлав, Катовіце). Презентації та обговорення книги відбулися у Польщі, Латвії, Словаччині, Португалії, Швеції .
У 2024 році у видавництві «Дискурсус» побачила світ повість "Ножиці, папір", у якій письменниця "продовжує дослідження жіночих доль, виміру жіночих почуттів та вчинків [...] витинає історії своїх героїнь зі зболеного паперу життєвостей, оживлюючи тих, чиї тілесні долі обірвані, але чий слід у історії триває, проступаючи в сьогоденні дедалі сильніше" . Книжку «Ножиці, папір» "можна назвати маленьким романом про дорослі і дитячі війни"  , "про вибір ким бути: ножицями чи папером" . Ця історія нагадує всім, що "шлях жінки в історії та в сьогоденні найчастіше — це шлях боротьби" . Письменниця зауважила, що її повість "не тільки про легендарну польську поетку міжвоєння Зузанну Ґінчанку. Це історія про те, як щось тонке й делікатне прагне вижити у жорстокому світі. Про незнищенність внутрішнього, про силу крихкості" .                                                   Книжка презентована на творчих зустрічах з читачами в Ужгороді, Івано-Франківську, Чернівцях, Тернополі, Хмельницькому, Львові, а також в Австрії, Словаччині, Чехії.
У 2025 році надруковано збірку короткої прози "Розсипані кордони" у Видавництві Старого Лева                                             Книжка розповідає про те, як "кордон між країнами стає фізичним кордоном людини, її емоційною граничністю. Ця межовість дуже відчутна після втрати дому, коли життя перетворюється на збирання себе по крихтах в умовах складних досвідів" (з анотації). Тут "героїні стикаються з досвідом втрати дому, ідентичності, опори. Історії відбуваються у перехідних просторах: на вокзалах, у готелях, у нових містах — і в кожному з них героїня шукає опору або себе" . Жаркова пише про тих, "що ходять поруч і мовчать про власні розсипані кордони. Кордони свого дому, свого міста, свого тіла, свого болю" . 
Твори Роксолани Жаркової публікувалися у виданнях: «Україна: пекельний 22-й. Народний щоденник» (2024), «Римова. Війна: антологія воєнної лірики» (2024), «Поезія без укриття: антологія» (2022), «Весна озброєна: антологія» (2022), «31: антологія сучасної української фантастики» (2021), «Молоді голоси: антологія сучасної української поезії» (2021), альманах «VivArt» (2021), антологія «Кримський інжир / Qirim inciri» (2019), журнал «Simple happiness inside» (2019), «Легіт: Літературний альманах» (2019), «М'ята. Альманах сучасної жіночої поезії» (2018), журнал «Дзвін», «Українська літературна газета», «Літературна Україна», «День», «Золота пектораль», «Березіль», «Провесень» та ін.
Аналітичні статті, літературознавчі рецензії Р. Жаркової можна прочитати на онлайн-ресурсах: «Повага», "Посестри", «Дівочемедіа», «Буквоїд», «Читай.юа», «Збруч», «Постімпреза», «Тиктор», «Річ», «Барабука» та ін.
Поезія і проза Р. Жаркової були надруковані в закордонних виданнях: «Tlen Literacki» (Польща), «Wobec» (Польща), "Epea. Pismo literackie" (Польща), "Składka" (Польща), "Ypsilon kwartalnik literacko-artystyczny" (Польща), «Fragile» (Франція), «Literárne noviny» (Словаччина), «Knihy na dosah» (Словаччина), "Vertigo - časopis o poézii a básnikoch" (Словаччина), «Knižná revue» (Словаччина).    
Вірші Жаркової увійшли до колективної збірки "Writing Under Fire: Poetry and Prose from Ukraine and the Black Country" («Писати під вогнем: Поезія і проза з України та Black Country»): Jetstone, 2024, United Kingdom. Видання присвячене пам'яті української письменниці Вікторії Амеліної 

## Проєкти
Резидентка Міжнародної програми «Краків — місто літератури ЮНЕСКО» (Willa Decjusza, Польща, 2022), дослідницької резиденції «post_impreza» (Івано-Франківськ, Україна, 2022), «Програми літературних резиденцій міста Ґданська» (Польща, 2022), «Міжнародного дому письменників і перекладачів» у Вентспілсі (Латвія, 2023), резиденції «Tabačka Kulturfabrik: TBCK Forward Residency Program» (Кошице, Словаччина, 2023), резиденції для письменників і перекладачів від Староміського дому культури у Варшаві (Польща, 2023) та ін.  

## Нагороди і відзнаки
Переможниця Всеукраїнського творчого конкурсу «Ця сильна/слабка стать: фрагмент із життя жінки» (Бердянськ, 2012).
Дипломантка Всеукраїнського літературного конкурсу рукописів прози на кращу книгу року «Крилатий Лев» (Львів, 2016). Фіналістка Всеукраїнського літературного конкурсу «Кримський інжир/ Qırım inciri» (Київ, 2018) у номінації «Жіночий погляд». Переможниця Всеукраїнського літературного конкурсу «Золота лоза» (Харківщина, 2021) у номінації «Проза». Лауреатка ІІ Міжнародного конкурсу української поезії «Поетична доба» (Київ, 2021). Фіналістка Міжнародного літературного конкурсу «WorkStory: робота у фокусі літератури» (2021). Переможниця Всеукраїнського літературного конкурсу, присвяченого 150-річчю від дня народження Лесі Українки (2021). Переможниця (ІІ місце) ІІ Міжнародного літературного конкурсу імені Марії Урбанської (2021) та ін.
Лауреатка кількох літературних премій, зокрема, першої премії в номінації «Доросла проза» Всеукраїнського літературного конкурсу малої прози імені Івана Чендея (Ужгород, 2018) і першого місця в номінації «чендеєзнавство» ІІІ Всеукраїнського літературного конкурсу малої прози імені Івана Чендея (2020).
Відзначена стипендією Президента України для молодих письменників і митців у сфері музичного, театрального, образотворчого, хореографічного, естрадно-циркового мистецтва та кіномистецтва (2019).
Лауреатка Поетичної премії імені Галини Плюти-Гук (Київ, 2021) у номінації «філософська поезія» за поетичну збірку «Всі мої птахи» (2019). 
Лауреатка (II премія) Конкурсу документальної прози «Українці в Польщі: історія порятунку» (Інститут літератури, Польща, 2022).
Переможниця (2 місце) Всеукраїнського конкурсу оповідань "Open World" (2024). 

## Наукова діяльність
Галузь наукових зацікавлень Роксолани Жаркової: теорія літератури і компаративістика, феміністична і постколоніальна критика, гендерні і культурні студії, психоаналіз, літературна освіта, психологія творчості, дитяча література, проблематика читання у соціокультурному вимірі.
Нині вивчає травматичні досвіди жінок у художніх текстах, порушує питання, пов'язані з війною, травмами, міграцією, біженцями, аналізує проблему кордонів у літературі і мистецтві.

### Монографії
- «сТИхіЯ жіночого письма: саморепрезентація в українській модерністичній прозі кінця ХІХ— початку ХХ століття (Леся Українка, Ольга Кобилянська, Уляна Кравченко)» (Львів, 2015)[25] [26] [27]
- «Бачу її нині…»: жіночі образи у малій прозі Івана Чендея" (Ужгород, 2022)[28] [29] [30] [31] [32]

### Навчальний посібник
- «Дитина виростає (серед / з) книг: практикум з виразного й усвідомленого читання» (2016) [33]

### Книжкові видання у співавторстві
- есей // Літературно-критичний альманах «Жінка крізь призму письма» (Україна — Мексика, 2013),
- передмова // Літературно-художнє видання «Уляна Кравченко: життя фрагменти» (2015),
- стаття // Наукове видання «Музична фактура літературного тексту: інтермедіальні студії» (2017),
- есей // Збірник есеїв "Ті, що творили "Перший вінок" (2024),
- післямова // книжка малої прози Івана Чендея "Птах у своєму гнізді" (Комора, 2024).

Наукові статті Р. Жаркової друкувалися у багатьох українських та закордонних виданнях, зокрема, «Spheres of Cultures» (Польща), «Przegląd Wschodnioeuropejski» (Польща), «Pomiędzy. Polonistyczno-Ukrainoznawcze Studia Naukowe» (Польща), «Književna smotra: Časopis za svjetsku književnost» (Хорватія).